# Aruba en los Juegos Olímpicos de Londres 2012
Aruba estuvo representada en los Juegos Olímpicos de Londres 2012 por cuatro deportistas, tres hombres y una mujer, que compitieron en tres deportes.
El portador de la bandera en la ceremonia de apertura fue el nadador Jemal le Grand. El equipo olímpico arubeño no obtuvo ninguna medalla en estos Juegos.